# Pallacanestro ai Giochi della XV Olimpiade
Il torneo di pallacanestro ai Giochi della XV Olimpiade si disputò a Helsinki dal 14 luglio al 2 agosto 1952, e vide la vittoria degli Stati Uniti.

## Sedi delle partite
| Fase                                      | Città    | Impianto      |
| ----------------------------------------- | -------- | ------------- |
| Qualificazioni, prima fase a gironi       | Helsinki | Tennispalatsi |
| Seconda fase a gironi, semifinali, finali | Helsinki | Messuhalli    |

## Squadre partecipanti
Presero parte al torneo 23 squadre. Di queste: le prime 6 classificate alla precedente Olimpiade; la vincitrice dei Mondiali 1950; le prime 2 degli Europei 1951; la nazione ospitante. Le restanti 13 squadre disputarono una fase di qualificazione per l'accesso al tabellone principale.
Prime 6 alle Olimpiadi 1948
- Stati Uniti
- Francia
- Brasile
- Messico
- Uruguay
- Cile

Vincitrice del Mondiale 1950
- Argentina

Prime 2 agli Europei 1951
- [[File:

Flag of the Soviet Union (1936 – 1955).svg|class=noviewer|
Unione Sovietica (bandiera)|border|20x16px]] [[Nazionale maschile  di pallacanestro dell'
Unione Sovietica|
Unione Sovietica]]
- Cecoslovacchia

Paese ospitante
- Finlandia

Iscritte alla fase di qualificazione
- Belgio
- Bulgaria
- Grecia
- Ungheria
- Israele

- Italia
- Romania
- Svizzera
- Turchia

- Canada
- Cuba
- Egitto
- Filippine

## Formula
La formula tella manifestazione prevede una fase di qualificazione dal 14 al 18 luglio, cui prendono parte 13 nazionali, suddivise in 3 gironi. Le squadre che vincono due incontri accedono alla fase a gruppi; le squadre che perdono due partite sono eliminate dalla competizione.
Le 16 squadre ammesse alla fase a gironi, sono divise in 4 gruppi; le prime due classificate accedono alla seconda fase a gironi (2 gironi da 4 squadre ciascuno). Le squadre al primo e secondo posto della seconda fase sono poi ammesse alle semifinali ad eliminazione diretta.

## Risultati

### Qualificazione

#### Gruppo A
1ª giornata
| Helsinki 14 luglio 1952 | Cuba | 59 – 51 (31-28) referto | Belgio | Tennispalatsi |

| Helsinki 14 luglio 1952 | Bulgaria | 69 – 58 (30-22) referto | Svizzera | Tennispalatsi |

2ª giornata: perdente 1 vs. perdente 2
| Helsinki 15 luglio 1952 | Belgio | 59 – 49 (33-25) referto | Svizzera | Tennispalatsi |

3ª giornata: vincente 1 vs. vincente 2
| Helsinki 17 luglio 1952 | Cuba | 56 – 62 (30-29) referto | Bulgaria | Tennispalatsi |

4ª giornata: spareggio
| Helsinki 18 luglio 1952 | Belgio | 63 – 71 (34-42) referto | Cuba | Tennispalatsi |

Ammesse alla fase a gironi:  Bulgaria e  Cuba

#### Gruppo B
1ª giornata
| Helsinki 14 luglio 1952 | Ungheria | 75 – 38 (37-21) referto | Grecia | Tennispalatsi |

| Helsinki 14 luglio 1952 | Filippine | 57 – 47 (29-27) referto | Israele | Tennispalatsi |

2ª giornata: perdente 1 vs. perdente 2
| Helsinki 15 luglio 1952 | Grecia | 54 – 52 (27-35) referto | Israele | Tennispalatsi |

3ª giornata: vincente 1 vs. vincente 2
| Helsinki 17 luglio 1952 | Ungheria | 35 – 48 (19-26) referto | Filippine | Tennispalatsi |

4ª giornata: spareggio
| Helsinki 18 luglio 1952 | Grecia | 44 – 47 (23-31) referto | Ungheria | Tennispalatsi |

Ammesse alla fase a gironi:  Filippine e  Ungheria

#### Gruppo C
1ª giornata
| Helsinki 14 luglio 1952 | Canada | 68 – 57 (35-25) referto | Italia | Tennispalatsi |

| Helsinki 14 luglio 1952 | Egitto | 64 – 45 (27-18) referto | Turchia | Tennispalatsi |

2ª giornata
| Helsinki 15 luglio 1952 | Canada | 72 – 51 (28-21) referto | Romania | Tennispalatsi |

| Helsinki 15 luglio 1952 | Italia | 49 – 37 (24-16) referto | Turchia | Tennispalatsi |

3ª giornata
| Helsinki 17 luglio 1952 | Romania | 39 – 53 (26-19) referto | Italia | Tennispalatsi |

| Helsinki 17 luglio 1952 | Canada | 63 – 57 (38-31) referto | Egitto | Tennispalatsi |

4ª giornata
| Helsinki 18 luglio 1952 | Italia | 62 – 66 (27-25) referto | Egitto | Tennispalatsi |

Ammesse alla fase a gironi:  Canada e  Egitto

### Prima fase
Le 16 squadre partecipanti al torneo olimpico vengono suddivise in 4 gironi di qualificazione, composti ciascuno da altrettante squadre. Le prime due classificate di ogni girone accedono ai quarti di finale.

#### Gruppo A
| Team              | Pt | V - P | Pf - Ps   |
| ----------------- | -- | ----- | --------- |
| 1. Stati Uniti    | 6  | 3 - 0 | 195 - 139 |
| 2. Uruguay        | 5  | 2 - 1 | 167 - 164 |
| 3. Cecoslovacchia | 4  | 1 - 2 | 161 - 164 |
| 4. Ungheria       | 3  | 0 - 3 | 143 - 199 |

1ª giornata
| Helsinki 14 luglio 1952, ore 10:30 | Stati Uniti | 66 – 48 (37-23) referto | Ungheria | Tennispalatsi |

| Helsinki 14 luglio 1952, ore 12:00 | Uruguay | 53 – 51 (d.1t.s.) (32-32, 51-51) referto | Cecoslovacchia | Tennispalatsi |

2ª giornata
| Helsinki 14 luglio 1952, ore 9:00 | Ungheria | 56 – 70 (33-36) referto | Uruguay | Tennispalatsi |

| Helsinki 14 luglio 1952, ore 12:00 | Stati Uniti | 72 – 47 (35-21) referto | Cecoslovacchia | Tennispalatsi |

3ª giornata
| Helsinki 14 luglio 1952, ore 10:30 | Cecoslovacchia | 63 – 39 (34-23) referto | Ungheria | Tennispalatsi |

| Helsinki 14 luglio 1952, ore 20:30 | Stati Uniti | 57 – 44 (32-27) referto | Uruguay | Tennispalatsi |

#### Gruppo B
| Team | Pt | V - P | Pf - Ps   |
| --- | -- | ----- | --------- |
| 1. [[File: Flag of the Soviet Union (1936 – 1955).svg\|class=noviewer\| Unione Sovietica (bandiera)\|border\|20x16px]] [[Nazionale maschile di pallacanestro dell' Unione Sovietica\| Unione Sovietica]] | 6  | 3 - 0 | 192 - 143 |
| 2. Bulgaria | 5  | 2 - 1 | 163 - 182 |
| 3. Messico | 4  | 1 - 2 | 172 - 171 |
| 4. Finlandia | 3  | 0 - 3 | 147 - 178 |

1ª giornata
| Helsinki 14 luglio 1952, ore 13:30 | Unione Sovietica | 74 – 46 (38-21) referto | Bulgaria | Tennispalatsi |

| Helsinki 14 luglio 1952, ore 16:00 | Messico | 66 – 48 (36-21) referto | Finlandia | Tennispalatsi |

2ª giornata
| Helsinki 14 luglio 1952, ore 10:30 | Messico | 44 – 52 (16-27) referto | Bulgaria | Tennispalatsi |

| Helsinki 14 luglio 1952, ore 13:30 | Unione Sovietica | 47 – 35 (23-14) referto | Finlandia | Tennispalatsi |

3ª giornata
| Helsinki 14 luglio 1952, ore 9:00 | Finlandia | 64 – 65 (30-31) referto | Bulgaria | Tennispalatsi |

| Helsinki 14 luglio 1952, ore 17:30 | Unione Sovietica | 71 – 62 (38-29) referto | Messico | Tennispalatsi |

#### Gruppo C
| Team         | Pt | V - P | Pf - Ps   |
| ------------ | -- | ----- | --------- |
| 1. Argentina | 6  | 3 - 0 | 239 - 196 |
| 2. Brasile   | 5  | 2 - 1 | 184 - 179 |
| 3. Filippine | 4  | 1 - 2 | 192 - 221 |
| 4. Canada    | 3  | 0 - 3 | 201 - 220 |

1ª giornata
| Helsinki 25 luglio 1952, ore 9:00 | Argentina | 85 – 59 (44-30) referto | Filippine | Tennispalatsi |

| Helsinki 25 luglio 1952, ore 19:00 | Brasile | 53 – 51 (d.1t.s.) (32-32, 51-51) referto | Canada | Tennispalatsi |

2ª giornata
| Helsinki 26 luglio 1952, ore 19:00 | Filippine | 52 – 71 (25-32) referto | Brasile | Tennispalatsi |

| Helsinki 26 luglio 1952, ore 20:30 | Argentina | 82 – 81 (42-48) referto | Canada | Tennispalatsi |

3ª giornata
| Helsinki 27 luglio 1952, ore 16:00 | Canada | 65 – 81 (35-40) referto | Filippine | Tennispalatsi |

| Helsinki 27 luglio 1952, ore 19:00 | Argentina | 72 – 56 (31-21) referto | Brasile | Tennispalatsi |

#### Gruppo D
| Team       | Pt | V - P | Pf - Ps   |
| ---------- | -- | ----- | --------- |
| 1. Francia | 6  | 3 - 0 | 202 - 149 |
| 2. Cile    | 5  | 2 - 1 | 170 - 150 |
| 3. Egitto  | 4  | 1 - 2 | 176 - 221 |
| 4. Cuba    | 3  | 0 - 3 | 149 - 177 |

1ª giornata
| Helsinki 25 luglio 1952, ore 17:30 | Francia | 92 – 64 (39-30) referto | Egitto | Tennispalatsi |

| Helsinki 25 luglio 1952, ore 20:30 | Cile | 53 – 52 (32-32) referto | Cuba | Tennispalatsi |

2ª giornata
| Helsinki 26 luglio 1952, ore 16:00 | Egitto | 46 – 74 (18-47) referto | Cile | Tennispalatsi |

| Helsinki 26 luglio 1952, ore 17:30 | Francia | 58 – 42 (30-17) referto | Cuba | Tennispalatsi |

3ª giornata
| Helsinki 27 luglio 1952, ore 12:00 | Francia | 52 – 43 (25-17) referto | Cile | Tennispalatsi |

| Helsinki 27 luglio 1952, ore 13:30 | Egitto | 66 – 55 (35-28) referto | Cuba | Tennispalatsi |

### Seconda fase
Le 8 squadre avanzate si scontrano in 2 gironi da quattro; le prime due di ciascun gruppo si affrontano nelle semifinali.

#### Gruppo A
| Team | Pt | V - P | Pf - Ps   |
| --- | -- | ----- | --------- |
| 1. Stati Uniti | 6  | 3 - 0 | 246 - 166 |
| 2. [[File: Flag of the Soviet Union (1936 – 1955).svg\|class=noviewer\| Unione Sovietica (bandiera)\|border\|20x16px]] [[Nazionale maschile di pallacanestro dell' Unione Sovietica\| Unione Sovietica]] | 5  | 2 - 1 | 190 - 195 |
| 3. Brasile | 4  | 1 - 2 | 177 - 155 |
| 4. Cile | 3  | 0 - 3 | 159 - 256 |

1ª giornata
| Helsinki 28 luglio 1952, ore 9:00 | Cile | 44 – 75 (25-36) referto | Brasile | Messuhalli |

| Helsinki 28 luglio 1952, ore 17:30 | Unione Sovietica | 58 – 86 (22-39) referto | Stati Uniti | Messuhalli |

2ª giornata
| Helsinki 29 luglio 1952, ore 10:30 | Cile | 55 – 103 (32-47) referto | Stati Uniti | Messuhalli |

| Helsinki 29 luglio 1952, ore 16:00 | Unione Sovietica | 54 – 49 (21-25) referto | Brasile | Messuhalli |

3ª giornata
| Helsinki 30 luglio 1952, ore 16:00 | Brasile | 53 – 57 (26-24) referto | Stati Uniti | Messuhalli |

| Helsinki 30 luglio 1952, ore 17:30 | Unione Sovietica | 78 – 60 (41-29) referto | Cile | Messuhalli |

#### Gruppo B
| Team         | Pt | V - P | Pf - Ps   |
| ------------ | -- | ----- | --------- |
| 1. Uruguay   | 5  | 2 - 1 | 194 - 187 |
| 2. Argentina | 5  | 2 - 1 | 226 - 174 |
| 3. Bulgaria  | 4  | 1 - 2 | 177 - 220 |
| 4. Francia   | 4  | 1 - 2 | 178 - 194 |

1ª giornata
| Helsinki 28 luglio 1952, ore 10:30 | Argentina | 100 – 56 (52-39) referto | Bulgaria | Messuhalli |

| Helsinki 28 luglio 1952, ore 16:00 | Uruguay | 66 – 68 (30-38) referto | Francia | Messuhalli |

2ª giornata
| Helsinki 29 luglio 1952, ore 9:00 | Bulgaria | 54 – 62 (27-35) referto | Uruguay | Messuhalli |

| Helsinki 29 luglio 1952, ore 17:30 | Argentina | 61 – 52 (31-27) referto | Francia | Messuhalli |

3ª giornata
| Helsinki 30 luglio 1952, ore 9:00 | Francia | 58 – 67 (23-39) referto | Bulgaria | Messuhalli |

| Helsinki 30 luglio 1952, ore 10:30 | Argentina | 65 – 66 (d.1t.s.) (31-39, 61-61) referto | Uruguay | Messuhalli |

### Fase ad eliminazione diretta
Le vincitrici accedono alla finale. Le perdenti si giocano la medaglia di bronzo nell finale per il 3º e 4º posto.
|  | Semifinali       | Semifinali       | Semifinali  |             |                  | Finale           | Finale      | Finale      |  |
|  |                  |                  |             |             |                  |                  |             |             |  |
|  | Uruguay          | Uruguay          | 57          |             |                  |                  |             |             |  |
|  | Uruguay          | Uruguay          | 57          |             |                  |                  |             |             |  |
|  | Unione Sovietica | Unione Sovietica | 61          |             |                  |                  |             |             |  |
|  | Unione Sovietica | Unione Sovietica | 61          |             | Unione Sovietica | Unione Sovietica | 25          |             |  |
|  |                  |                  |             |             | Unione Sovietica | Unione Sovietica | 25          |             |  |
|  |                  |                  | Stati Uniti | Stati Uniti | 36               |                  |             |             |  |
|  | Argentina        | Argentina        | Stati Uniti | Stati Uniti | 36               | 76               |             |             |  |
|  | Argentina        | Argentina        |             |             |                  | 76               |             |             |  |
|  | Stati Uniti      | Stati Uniti      | 85          |             |                  | Terzo Posto      | Terzo Posto | Terzo Posto |  |
|  | Stati Uniti      | Stati Uniti      | 85          |             |                  |                  |             |             |  |
|  |                  |                  |             |             |                  |                  |             |             |  |
|  |                  |                  |             |             |                  | Uruguay          | Uruguay     | 68          |  |
|  |                  |                  |             |             |                  | Uruguay          | Uruguay     | 68          |  |
|  |                  |                  |             |             |                  | Argentina        | Argentina   | 59          |  |

Semifinali
| Helsinki 31 luglio 1952, ore 16:00 | Uruguay | 57 – 61 (28-31) referto | Unione Sovietica | Messuhalli |

| Helsinki 31 luglio 1952, ore 17:30 | Argentina | 76 – 85 (39-43) referto | Stati Uniti | Messuhalli |

Finali
- 3º e 4º posto

| Helsinki 1º agosto 1952, ore 16:00 | Uruguay | 68 – 59 (31-24) referto | Argentina | Messuhalli |

- 1º e 2º posto

| Arbitri: | F. van der Perren Abdel Moneim Wahby |

| |            | |
| Korkia 8 | Punti      | 9 Lovellette |
| Butautas, Kullam, Korkia, Ozerov, Konev Kruus, Moiseev, Jorjik'ia n.e.: Stonkus, Lõssov, Petkevičius, Valdmanis, Lagunavičius, Vlasov | Formazioni | Williams, Pippin, Hougland, Hoag, Lovellette Kelley, Kenney, Freiberger, Kurland n.e.: Keller, Lienhard, Glasgow, McCabe, Bontemps |
| Stepan Spandarjan | Allenatori | Warren Womble |

## Classifica finale
| Campione olimpico | Campione olimpico | Campione olimpico |
| --- | --- | --- |
| Stati Uniti3 Hoag, 4 Hougland, 5 Keller, 6 Kelley, 7 Kenney, 8 Lienhard, 9 Lovellette, 10 Freiberger, 11 Glasgow, 12 McCabe, 13 Pippin, 14 Williams, 15 Bontemps, 16 Kurland, All. Warren Womble | | |
| Argento | [[File: Flag of the Soviet Union (1936 – 1955).svg\|class=noviewer\| Unione Sovietica (bandiera)\|border\|40x40px]] [[Nazionale maschile di pallacanestro dell' Unione Sovietica\| Unione Sovietica]] | Unione Sovietica3 Vlasov, 4 Butautas, 5 Stonkus, 6 Lõssov, 7 Petkevičius, 8 Jorjik'ia, 9 Konev, 10 Korkia, 11 Kullam, 12 Ozerov, 13 Moiseev, 15 Valdmanis, 17 Kruus, 19 Lagunavičius, All. Stepan Spandarjan |
| Bronzo | Uruguay | Uruguay3 Acosta y Lara, 4 Baliño, 5 Cieslinskas, 6 Costa, 7 Demarco, 8 García, 9 Larre Borges, 10 Lombardo, 13 Lovera, 14 Matto, 15 Peláez, 16 Roselló, All. Olguiz Rodríguez                                |
| 4. | Argentina | Argentina3 Menini, 4 del Vecchio, 5 Contarbio, 6 Pérez Varela, 7 Gazsó, 8 López, 9 Viau, 11 González, 12 Uder, 13 Monza, 15 Pagliari, 16 Lledó, 17 Furlong, 18 Poletti, All. Jorge Canavesi                  |
| 5. | Cile | Cile3 Gallo, 4 Mahana, 5 Figueroa, 6 Cordero, 7 Bernedo, 8 Salvadores, 9 Mahn, 10 Ostoic, 11 Ramos, 12 Fernández, 13 Silva, 14 Raffo, 15 Araya, All. Sergio Molinari                                         |
| 6. | Brasile | Brasile3 Algodão, 4 Godinho, 5 Tião, 6 Ruy de Freitas, 7 Mayr, 8 Raimundão, 9 Angelim, 11 Bráz, 12 Alfredo da Motta, 13 Almir, 14 Mário Jorge, 15 Thales, 16 Zé Luiz, All. Manoel Pitanga                    |
| 7. | Bulgaria | Bulgaria3 Georgiev, 4 Semov, 5 Nejčev, 6 Dončev, 7 Mančenko, 8 Šiškov, 9 Panov, 10 Totev, 11 Kuzov, 12 Raškov, 13 Vladimirov, 14 Penkov, 15 Asenov, 16 Slavov, All. Veselin Temkov                           |
| 8. | Francia | Francia3 Haudegand, 4 Planque, 5 Monclar, 6 Chocat, 7 Perniceni, 8 Devoti, 9 Guillin, 10 Crost, 11 Dessemme, 12 Buffière, 13 Vacheresse, 14 Chavet, 15 Salignon, 16 Beugnot, All. Robert Busnel              |
| 9. | Messico | Messico3 Holguín, 4 Cardiel, 5 López, 6 Rubalcava, 7 Meneses, 8 Cabrera, 9 Guerrero, 10 Almanza, 11 Soto, 12 Bru, 13 F. Rojas, 14 J. Rojas, 15 Manzo, 16 Chacón, All. Antonio Delgado                        |
| 10. | Cecoslovacchia | Cecoslovacchia3 J. Baumruk, 4 Matoušek, 5 Škeřík, 6 Bobrovský, 7 Kozák, 8 Horniak, 9 Kodl, 10 Rylich, 11 Mrázek, 12 M. Baumruk, 13 Ezr, 14 Kolář, 15 Šíp, 16 Tetiva, All. Josef Fleischlinger                |
| 11. | Filippine | Filippine3 Loyzaga, 4 Santos, 5 Bautista, 6 Hechanova, 7 Lim, 8 Martínez, 9 Saldaña, 10 Tantay, 11 Gochangco, 13 Genato, 14 Tolentino, 16 Campos, All. Felicísimo Fajardo                                    |
| 12. | Egitto | Egitto3 Tadros, 4 Montassir, 5 Catafago, 6 Abou Ouf, 7 Hafez, 8 Selim, 9 Abbas, 10 Sabounghi, 11 el-Rashidi, 12 Chalhoub, 13 Youssef, 14 Ibrahim, 15 Bahgat, 18 el-Kheir, All. Nello Paratore                |
| 13. | Canada | Canada3 Pettinger, 4 Pataky, 5 Campbell, 6 Ridd, 7 Williams, 8 Coulthard, 9 Phibbs, 10 Dalton, 11 Pickell, 12 Wearring, 14 Simpson, 15 Wade, 16 Curren, All. Paul Thomas                                     |
| 14. | Cuba | Cuba4 Escoto, 5 López, 6 J. García, 7 de la Pozas, 8 Faget, 9 García-Ordóñez, 10 C. García, 11 Bea, 12 Estrada, 13 Quintero, 14 Ruiz, 15 Wiltz, All. -                                                       |
| 15. | Finlandia | Finlandia3 Kyöstilä, 4 Nuutinen, 5 Lindholm, 6 Suviranta, 7 Heinänen, 8 Laaksonen, 9 Virtanen, 10 Karhunen, 11 Salonen, 12 Sylander, 13 Mutru, 14 Ristola, 15 Pöyhönen, 16 Lahtinen, All. Matti Simola       |
| 16. | Ungheria | Ungheria3 Telegdy, 4 Bokor, 5 Mezőfi, 6 Bánhegyi, 7 Papp, 8 Greminger, 9 Zsíros, 10 Bogár, 11 Simon, 13 Cselkó, 14 Hódy, 15 Czinkán, 16 Komáromi, All. János Páder                                           |
| 17. | Italia | Italia3 Bongiovanni, 4 Cerioni, 5 Ranuzzi, 6 Marelli, 7 Rapini, 8 Presca, 9 Pagani, 10 Ferriani, 11 Marietti, 12 Zucchi, 13 Stefanini, 15 Damiani, 16 Canna, All. Vittorio Tracuzzi                          |
| 18. | Belgio | Belgio3 Eygel, 4 Delsarte, 5 Meuris, 6 Roosemont, 7 Van Harck, 8 Ducheyne, 9 Coosemans, 10 Ligon, 11 Van Gils, 12 Crick, 13 Boes, 14 Ceulemans, 15 Van Huele, 16 du Jardin, All. Raymond Briot               |
| 19. | Grecia | Grecia3 Taliadōros, 4 Roumpanīs, 5 Matthaiou, 6 Lamprou, 7 Arvanitīs, 8 Manias, 9 Stefanidīs, 10 Mīlas, 11 A. Spanoudakīs, 12 Cholevas, 13 G. Spanoudakīs, 14 Papadīmas, All. Vladimīros Vallas              |
| 20. | Israele | Israele3 Shneior, 4 Ofri, 5 Daniel, 6 Degani, 7 Cohen, 8 Lin, 9 Shelah, 10 Gafni, 11 Ram, 12 Fecher, 13 Amiel, 14 Erez, 16 Hefez, All. Tubby Raskin                                                          |
| 21. | Svizzera | Svizzera3 Stockly, 4 Albrecht, 5 Redard, 6 Chollet, 7 Domenjoz, 8 Wohler, 9 Bossy, 10 Moget, 11 Chiappino, 12 Prahin, 13 Baumann, 14 Cottier, 15 Schmied, 16 Voisin, All. James Larry Strong                 |
| 22. | Turchia | Turchia3 Gündüz, 4 Granit, 5 Seldüz, 6 Tezol, 7 Uras, 9 Gülçelik, 10 Yalım, 11 Partener, 12 Dinçer, 14 Diyarbakırlı, 15 Ülmen, 16 Alkan, All. Elliott Van Zandt                                              |
| 23. | Romania | Romania3 Călugăreanu, 5 Costescu, 6 Răducanu, 7 Folbert, 8 Mokos, 9 Nagy, 10 Nedef, 11 C. Niculescu, 12 D. Niculescu, 13 Petroșanu, 15 V. Popescu, 16 Constantinide, All. Alexandru Popescu                  |